# HFS Plus
HFS+ (Hierarchical File System Plus) とは、AppleがCoplandに付随して"Sequoia"のコードネームで設計・開発し、1998年1月のMacOS 8.1から採用されたファイルシステムである。日本ではしばしば「Mac OS 拡張フォーマット」ともいう。

## 本システム採用前のMacintosh
これまでMacintoshに採用されてきたHFSが登場した頃の主なストレージデバイスは、フロッピーディスクや数十MBのハードディスクドライブであった。その後MacintoshのハードディスクはSCSI接続から、より安価なATA接続へと移行したことで、大きなストレージデバイスが手軽に手に入るようになった。しかし巨大なファイルサイズを扱う機会が多いプロの映像制作や音楽制作などの現場では、HFSの仕様に由来するファイルサイズの上限が深刻な問題へとなっていった。

## HFS+の特徴
ブロックサイズが4KB固定になり、以前より大量のファイルを扱えるようになったこと、巨大なサイズのファイルをサポートするようになったこと、ファイル名にUnicodeを利用すること、長いファイル名が付けられるようになったことである。
また、HFSのマルチフォークシステムを拡張し、多くのフォークの利用もできるようになった。この仕組みにより、下記に示す拡張属性の保存にも追加対応できた。
2002年11月11日のMac OS X v10.2のアップデートのリリース10.2.2で、データ信頼性を高めるジャーナリングファイルシステム機能が加わった。
Mac OS X v10.3ではファイルシステムの扱いが大幅に拡張された。ファイルにメタデータ部が追加され、頻繁にアクセスされるファイルをドライブの外周のアクセスの高速な領域に自動的に移動し、同時に断片化を解消するHot File Adaptive Clusteringを組み込んだ。HFSXと呼ばれる拡張バージョンのHFS+も導入した。HFSXはディレクトリとファイルの名前の扱いについて変更があった。
Mac OS X v10.4では以前利用していたUNIXパーミッションのほかに、Windows XP及びWindows Server 2003のACLと互換性のあるACLのサポートが追加された。また、将来のリリース向けに予約されていた拡張属性 (extended attribute) もサポートされた。
Mac OS X v10.6では圧縮機能もサポートされた。
Macintoshのみならず、iPodにも採用されている。
macOS High Sierraで、Apple File Systemが標準となり、macOS MojaveではHFS+は起動ボリュームに出来なくなった。ただしスタンドアロン式インストーラ用のOSは引き続きHFS+からしか起動できず、逆にAPFSからの起動はmacOS SequoiaのインストーラOSにおいても未対応である。

## Apple以外のOSでの対応状況

### Microsoft Windows
- Windowsで読み取りのみ可能
  - Boot CampのHFS+ドライバ…OS X 10.6以降のBoot Campで提供されている。
  - HFSExplorer…HFS+ボリュームを読み、ファイルをコピーできる。GPLライセンス。
  - jHFSplus…HFS+ボリュームをフォルダとしてマウントできる。
- Windowsで読み書き可能
  - MacDrive…読み書き可能な商用ユーティリティ。

### FreeBSD
FreeBSDでは5.3-RELEASE以降でマウントできる。

### Linux
Linuxではカーネル2.4.22以降でマウントできる。

### Xbox 360
Xbox 360ではHFS+でフォーマットされたiPodを読めるマイクロソフト製ドライバを搭載している。